# Далматинская ящерица
Далматинская ящерица, или карстовая ящерица (лат. Podarcis melisellensis), — вид пресмыкающихся из рода стенных ящериц семейства настоящих ящериц.

## Внешний вид
Имеет средние размеры. Длина тела без хвоста достигает 6,5 см, с хвостом — 22 см. Вдоль хребта от уровня задних ног до передней части тела, часто не доходя до шеи, проходит ряд тёмных пятен, который может быть сдвоенным. По бокам спины имеется узкий ряд тёмных пятен, иногда сливающихся в единую линию, которая граничит со светлой полосой. Последняя обычно идёт непрерывно, особенно у самок. Брюхо обычно белое или синеватое, без пятен, у самцов в брачный период часто красное или оранжевое, и не менее 60 % наружных брюшных щитков имеют синюю окраску. Нередко встречаются особи с одноцветной окраской. От итальянской стенной ящерицы (Podarcis siculus) отличается большим размером центральновисочного щитка, более мелкими, гладкими и блестящими спинными чешуйками и более короткой и тупой мордой.

## Распространение
Распространён на восточном побережье Адриатического моря от северо-восточной Италии через юго-запад Словении, прибрежные области Хорватии, юг Боснии и Герцеговины и Черногории до северо-запада Албании, а также на прилегающих островах. Занимает высоты до 1400 м над уровнем моря. Обитает в открытых сухих редколесьях, кустарниковых зарослях, на пастбищах, может встречаться на клифах, скалах и стенах зданий. Является обычным видом, который Международный союз охраны природы отнёс к «вызывающим наименьшие опасения».

## Образ жизни
Хорошо лазает, но делает это реже, чем обыкновенная стенная ящерица. Питается беспозвоночными, хотя может потреблять небольшое количество растений. Активный период длится с февраля по ноябрь, но в разных частях ареала он может варьировать, а на некоторых островах ящерица активна круглый год. Вскоре после пробуждения от зимовки самцы начинают охранять свою территорию и ухаживать за самками. Спаривание происходит в апреле—мае. Самки откладывают по 2—8 яиц в мае или июне, и могут делать по несколько кладок за год. Молодые ящерицы появляются в июле.

## Подвиды
По данным Reptile Database на апрель 2025 года выделяется 8 подвидов:
- Podarcis melisellensis aeoli (Radovanovic, 1959)
- Podarcis melisellensis bokicae (Radovanovic, 1956)
- Podarcis melisellensis curzolensis (Taddei, 1950)
- Podarcis melisellensis digenea (Wettstein, 1926)
- Podarcis melisellensis fiumanus (Werner, 1891)
- Podarcis melisellensis gigas (Wettstein, 1926)
- Podarcis melisellensis jidulae (Radovanovic, 1959)
- Podarcis melisellensis kammereri (Wettstein, 1926)
- Podarcis melisellensis kornatica (Werner, 1891)
- Podarcis melisellensis lissana (Radovanovic, 1959)
- Podarcis melisellensis melisellensis (Braun, 1877)
- Podarcis melisellensis mikavicae (Radovanovic, 1959)
- Podarcis melisellensis pomoensis (Wettstein, 1926)
- Podarcis melisellensis thetidis (Radovanovic, 1959)